# ميخائيل لو
ميخائيل لو (بالإنجليزية: Michael Luo) هو صحفي أمريكي، ولد في 1976 في بيتسبرغ في الولايات المتحدة.